# Linn LM-1

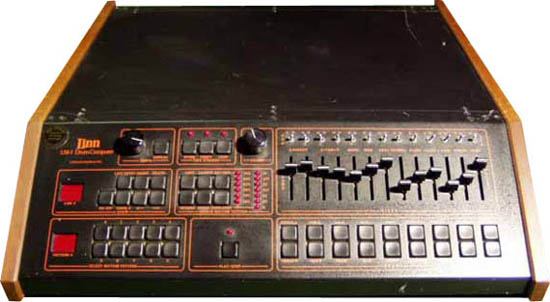

La LM-1 Drum Computer, fabricada por Linn Electronics Inc, fue la primera caja de ritmos en utilizar samples digitales de baterías acústicas y electrónicas.
Concebida y diseñada por Roger Linn (California, 1955-), fue también una de las primeras cajas de ritmos programables.
Fue puesta a la venta a comienzos de 1980 a un precio de 4995 dólares, llegando a 5500 cuando se añadían funciones adicionales; el precio se redujo a 4995 dólares cuando se introdujeron medidas de reducción de costes, y se vendió a 3995 dólares poco antes de ser retirada del mercado tras la introducción de su sucesora, la LinnDrum. Está muy valorada por músicos profesionales y amateurs tanto por el hecho de que es una rareza como por sus característicos sonidos, que se pueden oír en discos de artistas tan populares como
ABC,
Phil Collins,
Falco,
Michael Jackson,
Madonna,
Prince (quien popularizaró el sonido de "rimshot" con su tono rebajado, sonando como  si se martillara una puerta de madera) y
The Human League.

## Desarrollo
El LM-1 fue diseñado por el ingeniero y guitarrista estadounidense Roger Linn a finales de los años 1970. Linn no estaba satisfecho con las cajas de ritmos disponibles en ese momento, como la Roland CR-78, y quería una máquina que no simplemente reprodujera patrones preestablecidos y "sonara como grillos".
Por sugerencia del teclista de Toto, Steve Porcaro, Linn grabó muestras de baterías reales en un chip de computadora. A finales de la década de 1970, la tecnología necesaria para almacenar y reproducir muestras se había vuelto lo suficientemente pequeña y asequible para usarla en su caja de ritmos. Como las muestras se almacenaban como audio digital, no se degradaban como las de dispositivos anteriores, como el Chamberlin Rhythmate, que utilizaba bucles de cinta.
Según una entrevista de 1985, Linn confirmó que las muestras eran en su mayoría del baterista de sesión Art Wood, con sonidos de palmadas de Tom Petty and the Heartbreakers. Linn introdujo la función aleatoria después de descubrir que su código grabaría su interpretación y la reproduciría en semicorcheas perfectas, corrigiendo efectivamente su sincronización. Para implementar ritmos de swing, retrasó la reproducción de semicorcheas alternativas.
Linn mostró su prototipo al pianista Leon Russell, quien a menudo usaba cajas de ritmos para grabar. Inmediatamente pidió comprar uno y lo usó para grabar la batería de cada pista de su álbum Life and Love de 1979.